# Relaciones Canadá-Antigua y Barbuda
Las relaciones entre Antigua y Barbuda y Canadá son las relaciones diplomáticas oficiales entre dichos países.

## Historia
Antigua y Barbuda y Canadá disfrutan de una estrecha relación, las relaciones diplomáticas formales entre los dos países se establecieron en 1967, mientras que Antigua y Barbuda era un protectorado británico. Las buenas relaciones de Canadá con los países de las islas del Caribe, incluida Antigua y Barbuda, se deben en parte a que existe una gran concentración de inmigrantes del Caribe en Canadá (diáspora). Más de 10 000 canadienses visitan Antigua y Barbuda con fines turísticos cada año.
Entre los dos países, el comercio se lleva a cabo a gran escala considerando el pequeño tamaño de Antigua y Barbuda. El comercio total entre los dos países en 2017 fue de 9.9 millones de dólares estadounidenses. Las exportaciones canadienses a Antigua y Barbuda se valoraron en 9.6 millones de dólares estadounidenses e incluyeron pescado, carne, maquinaria y otros productos alimenticios. En contraste, las importaciones canadienses desde Antigua y Barbuda fueron de $282 000 dólares e incluyeron principalmente productos alimenticios.
Desde la independencia de Antigua y Barbuda y la formación de su ejército, las fuerzas armadas de Antigua y Barbuda se han estado entrenando junto con las fuerzas armadas canadienses.

## Misiones diplomáticas
Antigua y Barbuda no está representada en Canadá a nivel de embajada. Antigua y Barbuda está representada en Canadá a nivel consular a través de un consulado oficial que mantiene en Toronto. Canadá no está representado en Antigua y Barbuda, tanto a nivel de embajada como consular. Canadá confió su embajada en Bridgetown, la capital de Barbados, a Antigua y Barbuda.